# Desseling
 Desseling  es una comuna  y población de Francia, en la región de Lorena, departamento de Mosela, en el distrito de Sarrebourg y cantón de Fénétrange.
Su población municipal en 2008 era de 107 habitantes.
Está integrada en la Communauté de communes du Pays de Fénétrange .

## Demografía
| 275 | 361 | 367 | 413 | 363 | 371 | 323 | 330 | 271 | 300 | ABS. | 286 | 248 | 224 | 193 | 188 | 183 | 195 | 191 | 198 | 164 | 153 | 128 | 118 | 133 | 113 | 101 | 92 | 87 | 81 | 74 | 106 | 107 |
| Para los censos de 1962 a 1999 la población legal corresponde a la población sin duplicidades (Fuente: INSEE [Consultar]) |     |     |     |     |     |     |     |     |     |      |     |     |     |     |     |     |     |     |     |     |     |     |     |     |     |     |    |    |    |    |     |     |